# Каркаул
Инвестиционная платформа, выступающая в роли посредника между инвесторами/кредиторами и получателями финансирования.
1. ↑  Каркаул — это отраслевой термин, так называют инвестиционную платформу, надзор за которой осуществляет Центральный Банк. karkaul.ru. Дата обращения: 14 августа 2025.